# 29862 Savannahjoy
29862 Savannahjoy è un asteroide della fascia principale. Scoperto nel 1999, presenta un'orbita caratterizzata da un semiasse maggiore pari a 2,4502858 UA e da un'eccentricità di 0,1155580, inclinata di 6,19294° rispetto all'eclittica.